# Targ Maślany
Targ Maślany (kaszb. Masłowi Tôrg, dolnoniem. Bottermarcht)– historyczny plac w Gdańsku, w dzielnicy Śródmieście. Położony na Starym Przedmieściu nad brzegiem Motławy, ograniczony ulicami Lastadia, Targ Maślany i Podwale Przedmiejskie.

## Historia
Targ Maślany (Buttermarkt, od kamiennych garnków na masło nazywany też Targiem Garnkowym, Topfmarkt) powstał w 1650 jako miejsce hurtowego handlu masłem. Lokalizacja nad brzegiem Motławy była nieprzypadkowa, bowiem masło dostarczano również drogą wodną. Targowisko funkcjonowało pod zarządem powoływanych przez Radę Miejską kapitanów maślanych. Plac ogrodzony był ażurowym płotem, w centrum, wśród zadaszonych straganów znajdował się budynek z wagą. W pierwszej połowie XIX w. handlowano tu wszystkimi artykułami spożywczymi, zwłaszcza jarzynami i mięsem. W 1829 zlikwidowano funkcję handlową tego miejsca, władze miasta wykupiły teren, w latach 1834–37 wybudowano gmach Gimnazjum Miejskiego (przy ul. Lastadia 2). W 1875 utworzono tu zieleniec z fontanną Wintera, upamiętniającą uruchomienie wodociągów miejskich. Od 1897 nosił nazwę placu Wintera (Winterplatz), upamiętniając nadburmistrza Gdańska.

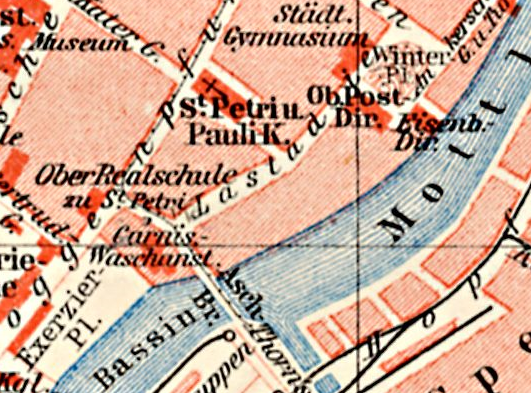
Targ (Winter Pl.) na planie z 1905

Na południu placu w latach 1875–1878 wybudowano gmach Naddyrekcji Poczty Królewskiej (arch. Carl Schwatlo, ul. Lastadia 41). Od 1926 działała w nim (po nadbudowaniu 3. piętra) pierwsza gdańska rozgłośnia radiowa. Z kolei dawne gimnazjum przekształcono w szkołę średnią. W 1945 większość zabudowy została zniszczona, ocalał gmach szkoły z przyległym domem mieszkalnym (ul. Lastadia 1) i budynek dyrekcji poczty, który został jednak poważnie uszkodzony i częściowo spalony. Fontanna została zlikwidowana. Po zakończeniu działań wojennych budynek dawnego gimnazjum stał się siedzibą Zespołu Szkół Przemysłu Spożywczego i Chemicznego, zaś w budynku poczty zlokalizowano internat. W 2009, z uwagi na zły stan budynku, szkołę przeniesiono na Orunię, na ul. Smoleńską. Do marca 2016 budynku nie udało się sprzedać.
Po wojnie plac nosił krótko przetłumaczoną błędnie nazwę: pl. Zimowy, zmienioną w 1946 na plac Zielony. Do tradycyjnej nazwy powrócono w 1990.
29 października 2015 Rada Miasta podjęła decyzję o rewitalizacji Targu w latach 2016–2018. W 2015 wykwaterowano mieszkańców domu mieszkalnego przy ul. Lastadia 1, planując jego wyburzenie i utworzenie w tym miejscu prawoskrętu z Podwala Przedmiejskiego.

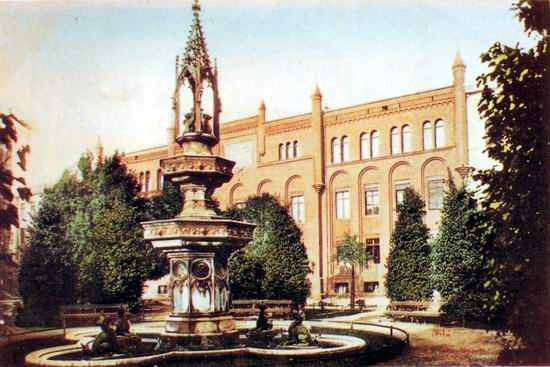
Nieistniejąca fontanna na pl. Wintera, w tle gmach gimnazjum, koniec XIX wieku
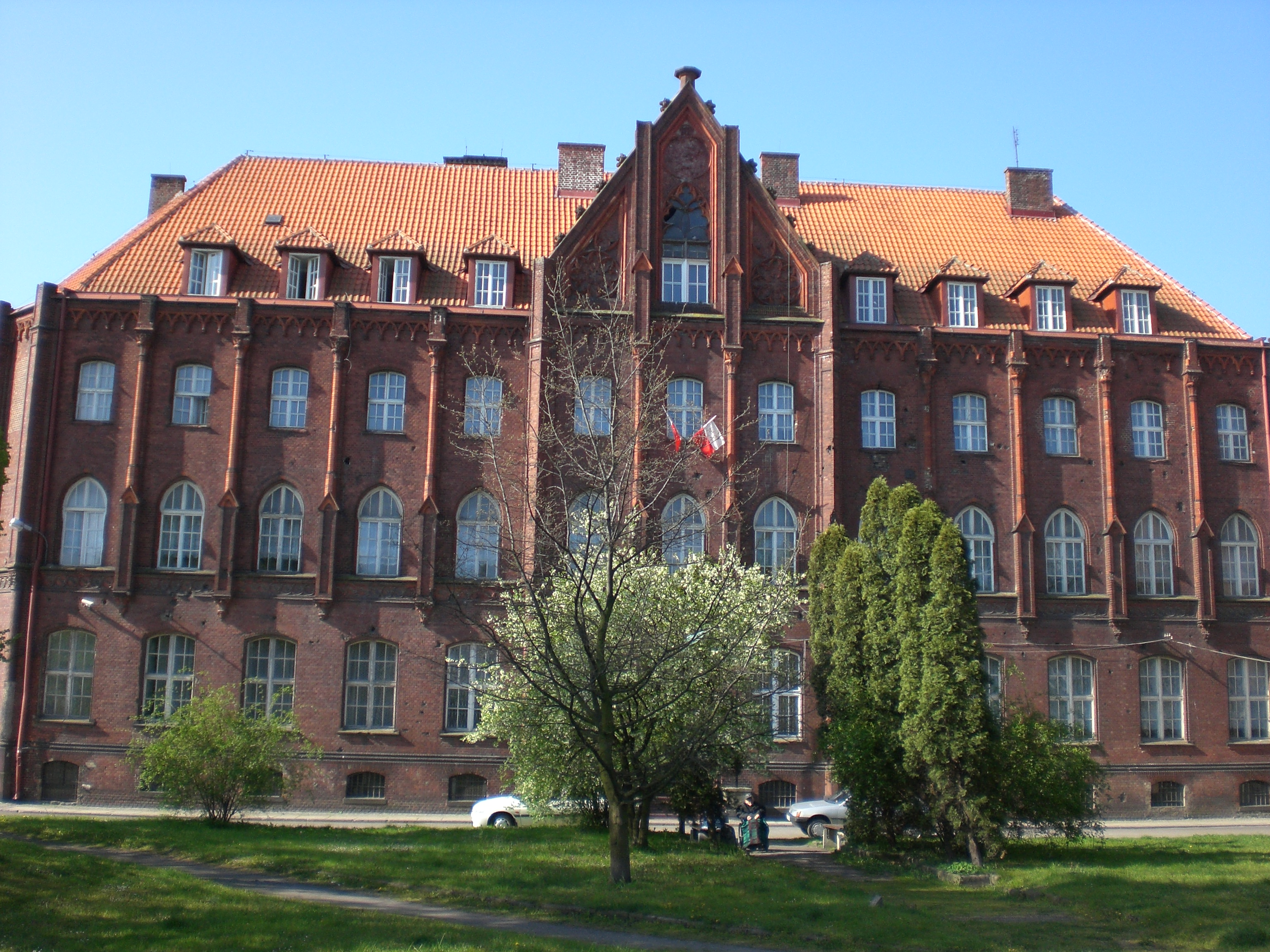
Gmach dawnej dyrekcji poczty przy targu